# Friedrich Graf (Politiker, 1880)

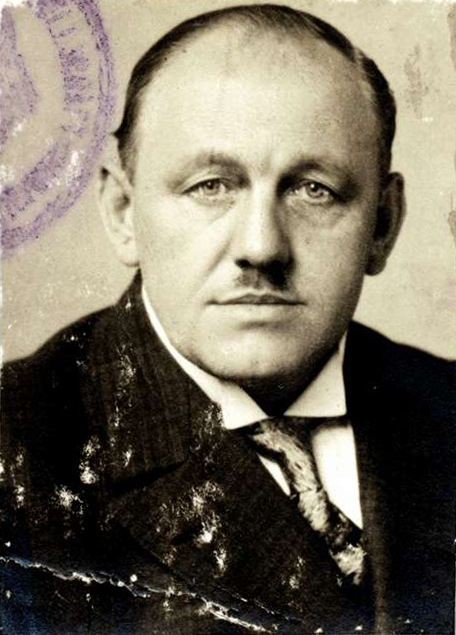
Friedrich Graf

Friedrich Graf (* 16. August 1880 in Achern; † 16. Oktober 1954 ebenda) war ein deutscher Politiker (Zentrum, BCSV, CDU).

## Leben
Graf besuchte die Volksschule und ging nach dem Bürgerschulabschluss zunächst zur Gewerbeschule. Im Anschluss wechselte er an die Fachschule für Blechindustrie, an der er die Prüfung zum Blechnermeister bestand. Als Mitglied der Zentrumspartei war er vor 1933 Stadtverordneter, Bezirksrat und Kreistagsabgeordneter in Achern sowie von 1929 bis 1933 Abgeordneter im Landtag der Republik Baden. 1944 wurde er kurzzeitig in „Schutzhaft“ genommen.
Nach dem Zweiten Weltkrieg war Graf Stadtrat, Kreisrat und Kreisobermeister in Achern. Er trat in die BCSV ein, aus der später der badische Landesverband der CDU hervorging. Von 1946 bis 1947 war er Mitglied der Beratenden Landesversammlung des Landes Baden und von 1947 bis 1952 Abgeordneter des Badischen Landtages.